# Kern Hermann Ármin

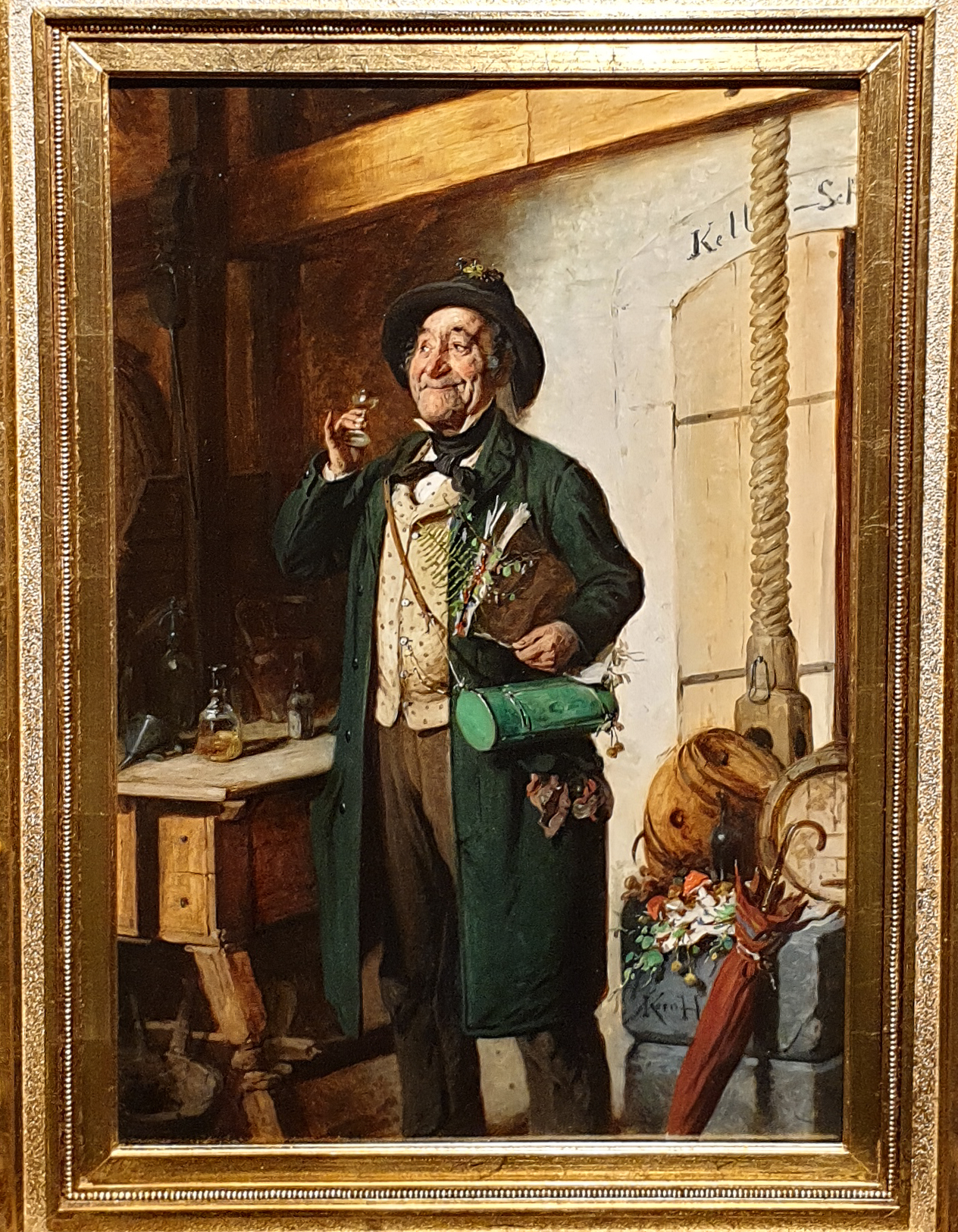
A botanikus kedvenc virága

Kern Hermann Ármin (Liptóújvár, 1838. március 14. – Maria Enzersdorf, 1912. január 16.) festőművész.

## Életpályája
Kivételes tehetségét korán felismerték, ezért festészetet tanult Pesten, egy magániskolában; Bécsben, Prágában, Düsseldorfban (1867-ben magyar ösztöndíjjal) és Münchenben (Képzőművészeti Akadémia, 1870) tanult. Visszatérve Pestre portréfestőként és műfajfestőként dolgozott. 1876-ban a művész családjával (10 gyermek) Bécsbe költözött, ahol rangos megbízásokat kapott a Habsburg udvarból. 1885-ben a szegedi színház mennyezetképeit készítette el. 1903-ban elhagyta Bécset, és az utolsó éveket Maria Enzersdorfban töltötte, még mindig művészi munkájának és családjának szentelte magát. Mivel nagyon jó zongorista is volt, gyakran zongorázó estéken vett részt barátjával, Liszt Ferenccel.
Életképeit Bécsben és Pesten állította ki. Portréfestéssel is foglalkozott (Deák Ferenc, Mosonyi Mihály). Két gyermeke festőművész lett, és további három hivatásos zenész.

## Festményei
- Legénybúcsú (1881)
- Szegedi Nemzeti Színház mennyezeti festménye (1885)
- A botanikus kedvenc virága (számos változatban)
- Magyar pásztorok a kocsmában
- Tisztelt vendég
- A szomjas hegedűs
- Éléskamrában
- Fiatal lány képmása
- Furulyaszó
- Látogatás
- Baromfit etető leány
- A laábi politikus

### Portréi
- Önarckép
- Návay Tamás
- Deák Ferenc
- Mosonyi Mihály